# Herminia terminalis
Herminia terminalis is een vlinder uit de familie van de spinneruilen (Erebidae). De wetenschappelijke naam van de soort werd voor het eerst geldig gepubliceerd in 1915 door Wileman als Nodaria terminalis.